# Ever Palacios
Ever Antonio Palacios Palacios (Cali, 1969. január 18. –), kolumbiai válogatott labdarúgó.
A kolumbiai válogatott tagjaként részt vett az 1998-as világbajnokságon.

## Sikerei, díjai
Deportivo Cali
- Kolumbiai bajnok (2): 1996, 1998

Atlético Nacional
- Kolumbiai bajnok (1): 1999

Boyacá Chicó
- Kolumbiai bajnok (1): 2008 Apertura